# John Hobart (1er comte de Buckinghamshire)
Pour les articles homonymes, voir John Hobart.
John Hobart (11 octobre 1693 - 22 septembre 1756) est un homme politique britannique qui siège à la Chambre des communes de 1715 à 1728, lorsqu'il est élevé à la pairie sous le titre de baron Hobart.

## Jeunesse

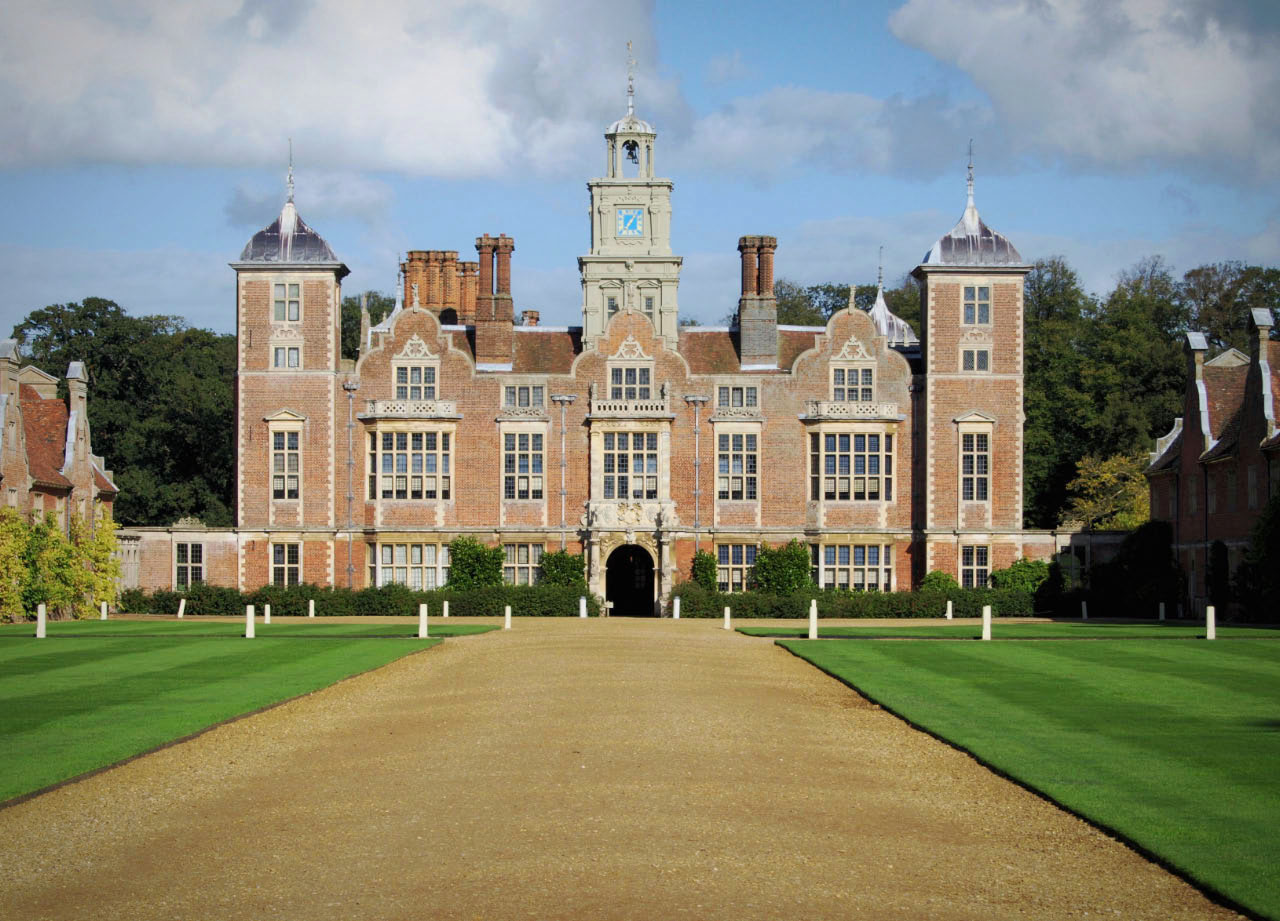
Blickling Hall

Il est le fils d'Henry Hobart, 4e baronnet de Blickling et de sa femme Elizabeth Maynard, et il hérite du titre de son père lorsque ce dernier est tué en duel en 1698. Il est admis au Clare College de Cambridge en 1710. Il épouse d'abord en 1717 Judith Britiffe (demi-sœur d'Elizabeth, épouse de William Morden) et en second lieu en 1728, Elizabeth Bristow.

## Carrière
Il est élu sans opposition en tant que député de St Ives aux élections générales de 1715. Il devient vice-amiral de Norfolk en 1719 et occupe ce poste jusqu'à sa mort. En 1721, il devient Lord du commerce. Il est réélu député de St Ives en 1722. Aux élections générales de 1727, il est réélu député de Bere Alston et de Norfolk. Il choisit de siéger pour le Norfolk mais quitte son siège en 1728 lorsqu'il est élevé à la pairie sous le nom de baron Hobart lors du couronnement du roi George II. Sa sœur, la comtesse de Suffolk, est une maîtresse du roi de longue date. En 1727, il devient trésorier de la Chambre (jusqu'en 1744) et maître des stannaires (jusqu'à 1738). Il est nommé Lord Lieutenant du Norfolk en 1739, capitaine du Gentleman Pensioners en 1744 et conseiller privé en 1745. En 1746, il est créé comte de Buckinghamshire.
Hobart est décédé le 22 septembre 1756 à l'âge de 61 ans. Ses fils, John Hobart (2e comte de Buckinghamshire) issu du premier mariage, puis George Hobart (3e comte de Buckinghamshire), de son second mariage, lui succédèrent.